# Gran Bretagna ai Giochi della XVIII Olimpiade
Il Regno Unito (con il nome di Gran Bretagna e Irlanda del Nord) partecipò ai Giochi della XVIII Olimpiade, svoltisi a Tokyo dal 10 al 24 ottobre 1964, con una delegazione di 204 atleti impegnati in 17 discipline per un totale di 124 competizioni. Portabandiera alla cerimonia di apertura fu la nuotatrice Anita Lonsbrough, alla sua seconda Olimpiade, già medaglia d'oro a Roma 1960.
Il bottino della squadra britannica, sempre presente ai Giochi Olimpici, fu di diciotto medaglie: quattro d'oro, dodici d'argento e due di bronzo, che le valsero il decimo posto nel medagliere complessivo. Tutte le quattro medaglie d'oro furono conquistate nell'atletica leggera vincendo, tra l'altro, sia il salto in lungo maschile che quello femminile, impresa mai riuscita prima di allora a due atleti connazionali.

## Medagliere

### Per discipline
| Sport             | Oro | Argento | Bronzo | Totale |
| ----------------- | --- | ------- | ------ | ------ |
| Atletica leggera  | 4   | 7       | 1      | 12     |
| Canottaggio       | 0   | 1       | 0      | 1      |
| Nuoto             | 0   | 1       | 0      | 1      |
| Scherma           | 0   | 1       | 0      | 1      |
| Sollevamento pesi | 0   | 1       | 0      | 1      |
| Vela              | 0   | 1       | 0      | 1      |
| Equitazione       | 0   | 0       | 1      | 1      |
| Totale            | 4   | 12      | 2      | 18     |

### Medaglie
| Medaglia | Atleta                                                         | Sport             | Evento                          |
| -------- | -------------------------------------------------------------- | ----------------- | ------------------------------- |
| Oro      | Kenneth Matthews                                               | Atletica leggera  | Marcia 20 km                    |
| Oro      | Lynn Davies                                                    | Atletica leggera  | Salto in lungo maschile         |
| Oro      | Ann Packer                                                     | Atletica leggera  | 800 metri piani femminili       |
| Oro      | Mary Rand                                                      | Atletica leggera  | Salto in lungo femminile        |
| Argento  | Maurice Herriott                                               | Atletica leggera  | 3000 metri siepi                |
| Argento  | John Cooper                                                    | Atletica leggera  | 400 metri ostacoli              |
| Argento  | Tim Graham Adrian Metcalfe John Cooper Robbie Brightwell       | Atletica leggera  | Staffetta 4×400 metri           |
| Argento  | Basil Heatley                                                  | Atletica leggera  | Maratona                        |
| Argento  | Paul Nihill                                                    | Atletica leggera  | Marcia 50 km                    |
| Argento  | Ann Packer                                                     | Atletica leggera  | 400 metri piani femminili       |
| Argento  | Mary Rand                                                      | Atletica leggera  | Pentathlon                      |
| Argento  | John M. Russell Hugh Wardell-Yerburgh William Barry John James | Canottaggio       | Quattro senza maschile          |
| Argento  | Robert McGregor                                                | Nuoto             | 100 metri stile libero maschili |
| Argento  | Bill Hoskyns                                                   | Scherma           | Spada individuale maschile      |
| Argento  | Louis Martin                                                   | Sollevamento pesi | Pesi mediomassimi               |
| Argento  | Franklyn Musto Arthur Morgan                                   | Vela              | Flying Dutchman                 |
| Bronzo   | Janet Simpson Mary Rand Daphne Arden Dorothy Hyman             | Atletica leggera  | Staffetta 4×100 metri femminile |
| Bronzo   | Peter Robeson                                                  | Equitazione       | Salto ostacoli individuale      |